# Воля-Прошковська
Воля-Прошковська (пол. Wola Proszkowska) — село в Польщі, у гміні Шренськ Млавського повіту Мазовецького воєводства. Населення — 54 особи (2011).
У 1975—1998 роках село належало до Цехановського воєводства.

## Демографія
Демографічна структура станом на 31 березня 2011 року:
|          | Загалом | Допрацездатний вік | Працездатний вік | Постпрацездатний вік |
| -------- | ------- | ------------------ | ---------------- | -------------------- |
| Чоловіки | 26      | 3                  | 18               | 5                    |
| Жінки    | 28      | 8                  | 14               | 6                    |
| Разом    | 54      | 11                 | 32               | 11                   |